# Човек живее само два пъти
„Човек живее само два пъти“ е петият филм от поредицата за Джеймс Бонд и петият с Шон Конъри в ролята на Агент 007. Сценарият на филма е адаптиран по едноименната книга на Иън Флеминг от 1964 г.

## Сюжет
Внимание:  Текстът по-долу разкрива сюжета на произведението (или части от него)!
Неидентифициран обект напада в орбита американски космически кораб и го отвлича. Правителството на САЩ обявява, че това е дело на Съветския съюз и силно протестира. Скоро е планирано следващото изстрелване в космоса и САЩ предупреждават, че в случай на повторение на инцидента, ще бъде обявена война. След известно време ситуацията се променя огледално: анонимният спътник краде космически кораб на СССР. Напрежението между САЩ и Съветския съюз достига връхната си точка.
Въз основа на косвени доказателства, британското разузнаване установява, че обектът похитител стартира, след което се приземява в Япония. По нареждане на „М“ там незабавно е изпратен агент 007 Джеймс Бонд. С помощта на ръководителя на японското разузнаване Танака (с прякор „Тайгър“) Бонд открива, че в отвличането участва крупният японски индустриалец м-р Осато. Но скоро Бонд открива, че фигурата Осато е просто прикритие, а истинският лидер на операцията е старият му враг — Ернст Ставро Блофелд, ръководителят на всемогъщата престъпна организация СПЕКТЪР. Целта на Блофелд е да провокира ядрен конфликт между Съветския съюз и Съединените щати и само агент 007 ще може отново да предотврати замислите на престъпния гений…

## В ролите
| Актьор                                    | Роля                                                                                            |
| ----------------------------------------- | ----------------------------------------------------------------------------------------------- |
| Шон Конъри                                | Джеймс Бонд                                                                                     |
| Доналд Плезенс                            | Ернст Ставро Блофелд, лидер на „СПЕКТЪР“                                                        |
| Акико Вакабаяси (озвучен от Даян Чиленто) | Аки, агент на японското разузнаване                                                             |
| Мие Хама (озвучен от Даян Чиленто)        | Киси Сузуки, девойка плувец, която помага на Бонд след смъртта на Аки                           |
| Тецуро Тамба                              | „Тайгър“ Танака, началник на японското разузнаване                                              |
| Цай Чин                                   | Линг, агент на МИ-6 от Хонконг                                                                  |
| Теру Шимада                               | м-р Осато, японски индустриалец, работещ за СПЕКТЪР                                             |
| Бернард Ли                                | „М“, шефът на МИ-6                                                                              |
| Лоис Максвел                              | мис Мънипени, секретарка на „М“                                                                 |
| Десмонд Левелин                           | „Q“, началник на технически отдел на МИ-6, създател на много невероятни устройства за агент 007 |
| Карин Дор                                 | Хелга Бранд, секретарка на м-р Осато, таен агент на СПЕКТЪР                                     |
| Чарлз Грей                                | Дико Хендерсън, агент на МИ-6 от Япония                                                         |
| Бърт Квак                                 | „Трети Номер“, помощник на Блофелд                                                              |
| Роналд Рич                                | Ханс, бодигард на Блофелд                                                                       |

## Музика към филма
Саундтракът към филма е написан от композитора Джон Бари. Тъй като действието на филма се развива в Япония, композиторът се опитва да направи музиката си с „елегантност на Изтока“. „Главната“ песен се изпълнява от Нанси Синатра, дъщеря на легендарния певец Франк Синатра. Според нея по време на записа на песента тя е много нервна. Няколко пъти Нанси дори иска да избяга от звукозаписното студио, тъй като ѝ се струва, че гласът ѝ звучи много тенекиен (като Мини Маус). Но страховете на певицата се оказват безпочвени, песента е успешна и става много популярна, особено по радиото. В чартовете „Billboard“ в САЩ тя достига до № 44, а в Великобритания — до № 11.

## Интересни факти
- Сред филмите на „бондиана“ „Човек живее само два пъти“ е уникален с това, че почти всички действия стават на територията на една държава — Япония. „Тренировъчният лагер на нинджите“ е заснет в замъка „Химеджи“ в префектура Химеджи. Част от снимките се състоят в токийското метро, а хотелът „New Otani Tokyo“ става „резиденция“ на м-р Осато.
- В този филм зрителите за първи път виждат лицето на „легендарния злодей“ Ернст Ставро Блофелд, лидерът на СПЕКТЪР. Първоначално продуцентът Хари Залцман планира за ролята на Блофелд актьора Йън Верих, но срещу този избор са Албърт Броколи и режисьорът Луис Гилбърт. Верих е „прекалено хубав, като Дядо Коледа“. В резултат ролята на „злодея“ е поверена на Доналд Плезенс. За да изглежда Блофелд зловещо, е решено да му се „добави“ някакъв физически недостатък: белези, гърбица, куцане. Изборът е направен в полза на белега, обезобразяващ лицето му.
- Производителите Албърт Броколи и Хари Залцман, режисьорът Луис Гилбърт, сценографът Кен Адам и директорът на фотографията Фред Йънг трябва да се върнат във Великобритания, преминавайки транзитно през Хонг Конг. Въпреки това в последния момент вземат билети, за да видят представление на нинджи и изпускат самолета, което спасява живота им. Самолет на авиокомпанията BOAC, полет 911, с който е трябвало да летят създателите на филма на 5 март 1966 г., се разпада във въздуха в 25-ата минута от излитането и се разбива на планината Фуджи-яма, при което загиват 124 души. Катастрофата е пресъздадена във филма „Човек живее само два пъти“.
- По време на кастинга за ролята на Хелга Бранд, германската актриса Карин Дор така умело изиграва „смъртта“ на героинята в басейна, че веднага е одобрена за тази роля.
- Романът „Човек живее само два пъти“ е дванадесетата творба на Йън Флеминг приключения на Джеймс Бонд, а „В тайна служба на Нейно величество“ – единадесета. Създателите на „бондиана“ съвсем логично искат първо да заснемат „роман № 11“, а не „роман № 12“, но трябва да се откажат от идеята, защото снимките в планините на Швейцария по това време са твърде скъпи.
- Две основни партньорки на Шон Конъри на снимачната площадка, японската актриса Акико Вакабаяси и Мие Хама, говорят лошо английски, въпреки че сериозно учат езика. Те са озвучени от австралийската актриса Даян Чиленто.
- Като сценарист вместо Ричард Майбаум във филма е поканен близкият приятел на Йън Флеминг Роалд Дал. Докато работи по сценария, Дал неочаквано обявява, че романът „Човек живее само два пъти“ е най-лошата книга на Флеминг. Режисьорът Луис Гилбърт дава на Дал пълна творческа свобода и в резултат сценарият е съвсем различен от оригиналната книга.
- Още по време на снимките Шон Конъри казва на продуцентите, че това е последният му филм във „бондиана“. Разговорите не помагат, дори и обещанието за значително увеличение на хонорара не променят решението на Конъри. Въпреки това след 4 години той се съгласява срещу голям хонорар да вземе участие във филма „Диамантите са вечни“, а след това за втори път обявява пред света, че е приключил с Бонд. Но през 1983 г. участва отново в ролята на агент 007 във филма „Никога не казвай никога“.
- „Въздушната битка“ между Бонд, летящ на автожира „Little Nelly“, и бойните хеликоптери на Блофелд, е заснета много трудно и трагично. Няколко пъти се разбиват камерите, а един от операторите на филма загубва единия си крак, който попада под перката на хеликоптера. Японските власти категорично забраняват да се правят експлозии на хеликоптерите (снимките се провеждат в небето над територията на национален парк), така че снимките на тези сцени се правят в Торемолинос (Испания).[2]